# Дечко Дјанков Караџов
Дечко Дјанков Караџов (Новоселци, 3. мај 1889 — 13. август 1977) био је бугарски дипломата и опуномоћени посланик у Берлину, Београду и Риму.

## Биографија
Рођен је у породици Дјанка Караџова и Дешке Стомонјакове. Отац му је био окружни управник Старе Загоре и начелник Варне. У селу Шипки и Варни је завршио основну школу, док је средње образовање стекао у Полтавском кадетском корпусу у Руском царству.
Караџов је 1909. започео војну каријеру, у Четвртом артиљеријском пуку бугарске војске, са којим је учествовао у Првом балканском рату, Другом балканском рату и Првом светском рату. Држањем током ових ратова завредио је три одликовања за храброст, као и официрски крст Ордена светог Александра.
Споразумом у Неију од 27. ноовембра 1919, државе победнице регулисале су мир са Бугарском. Њиме је било предвиђено смањење бугарске војске, услед чега је Караџов напустио армију.
На Софијском универзитету је дипломирао право, после чега је отишао у Париз где је стекао титулу доктора политичких и правних наука.
Караџов се оженио Јевгенијом Тантиловом, ћерком хирурга и друштвеног радника Христа Тантилова. Потом ступа у службу дворске канцеларије Министарства иностраних дела и вере Бугарске. Већ 3. септембра 1923. постао је помоћник начелника Информационог бироа Дирекције за штампу, док је 1924. постао секретар бугарског посланства у Бечу.
Напредак у служби стигао је 19. августа 1927, када је Караџов постављен за првог секретара министарства, чиме му је поверено начелство архиве и тајне архиве. Оставку на положај дао је 21. јула 1930. г. како би преузео дужност првог секретара бугарског посланства у Риму, у Италији. Затим је постао конзул у Милану, где је боравио од 1931. до 1933. године.
Од 1933. г. био је начелник Конзуларно-економском одељења при Централној управи Министарства иностраних дела и вере, да би 1935. постао изванредни и опуномоћени посланик у Прагу, у Чехословачкој. Место опуномоћеног посланика у Београду, у Краљевини Југославији заузео је 1936. године и ту је остао годину дана. У следећим годинама био је посланик у Берлину (1937), Берну (1938) и Риму (1940-1943). Такође је био бугарски представник у Друштву народа и Међународној канцеларији рада у Женеви. Разрешен је дужности 11. септембра 1944. године.
Доласком комуниста на власт у Бугарској, Караџов је избрисан из адвокатске коморе 1. априла 1948. Затим му је одузето право боравка у Софији, те се преселио у Самоков где је живео до 1951. године. Личну архиву предао је Централном бугарском архиву 1976. године. Преминуо је 13. августа 1977. г.

## Војни чинови
- Потпоручник (22. септембра 1909)
- Поручник (22. септембра 1912)
- Капетан (1. октобра 1915)
- Мајор (1. априла 1919)

## Занимљивост
Током рада југословенско-бугарске комисије о питањима безбедности заједничке границе у стану Дечка Караџова десио се немили догађај. Радомир Шапоњић, члан југословенске делегације се коцкао у софијском Унион клубу, где је изгубио знатну количину новца. Потрешен тиме, Шапоњић је у стану Караџова доживео два мождана удара где је и умро 5. децембра 1929. године.

## Књиге
- Караджов, Дечко Дянков, Парламентарният режим при еднокамарната система: с оглед на конституционно-парламентарната практика в България, София: Фонд Правна книжнина и чуждестр. лит. при М-во на правосъдието, 1929 (219 c.)
- Karadzov, Decko Djankov, Difficultés pour la solution satisfaisante du problème des minorités,	Sofia: Impr. de la Cour, 1929 (87 с.)